# Andreas Goeding
Andreas Goeding (Andreas Giöding), född 1657 i Stockholm, död 1729 i Växjö, var en svensk präst och professor i logik och metafysik vid Uppsala universitet. Goeding blev 1704 domprost i Växjö. Han var gift 1679 med Johanna Christina Rudbeck, dotter till Olof Rudbeck den äldre.[källa behövs]